# Źródło Wróbla
Źródło Wróbla – źródło znajdujące się przy ul. dr. Ignacego Wróbla, na terenie krzeszowickiego osiedla Czatkowice Dolne, koło bocznicy kolejowej do kamieniołomu wapienia Czatkowice w Dolinie Krzeszówki. Jest to obfite szczelinowe źródło krasowe o wydajności 60 l/s. Dawniej woda z miejscowych źródeł zasilała nawet Pałac Potockich w Krzeszowicach, teraz zaopatruje mieszkańców miasta Krzeszowice i okolicznych wsi, cześć była też wykorzystywana do prywatnej rozlewni wody.
Nazwa źródła wywodzi się od nazwiska posła na sejm galicyjski (1907) – dr. Ignacego Wróbla, mieszkańca ówczesnej wsi Czatkowice, założyciela Powiatowego Towarzystwa Pszczelarzy w Krzeszowicach.